# Altes Schloss Bümpliz

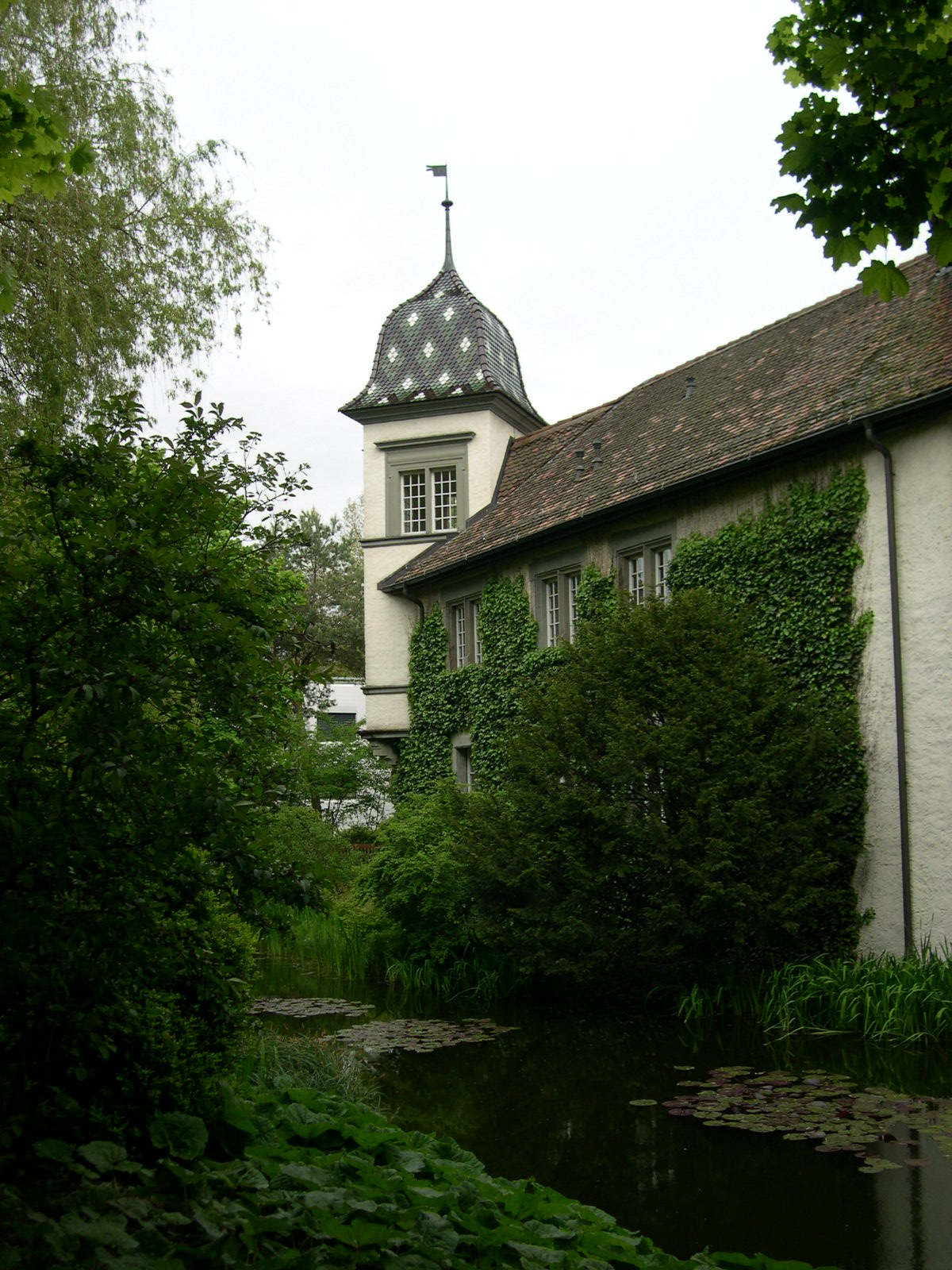
Altes Schloss Bümpliz

Das Alte Schloss Bümpliz ist ein Schloss in Bümpliz (Stadt Bern) in der Schweiz.
Es geht auf einen ab dem 9. Jahrhundert als hölzerner Wehrbau errichteten hochburgundischen Königshof zurück. Dieser ging später in den Besitz verschiedener lokaler Adels- und Patrizierfamilien über, wurde im 11. Jahrhundert mit einem Wassergraben versehen, im 13. Jahrhundert zu einem steinernen Rundturm umgebaut und im 15. Jahrhundert zum Schloss erweitert. 1742 wurde neben dem nunmehr sogenannten Alten Schloss das Neue Schloss Bümpliz gebaut.
1919 wurde das Alte Schloss zu einem gemeinnützigen Gemeindehaus u. a. mit einer Gaststätte, einer Bibliothek und einem Kindergarten umfunktioniert. 1954 kaufte es die Stadt Bern und liess es 1979 bis 1980 total renovieren. Heute beherbergt das Schloss ein Restaurant sowie das Ortsarchiv Bümpliz und dient als Probelokal für das Berner Konservatorium.